# Ioana Bulcă

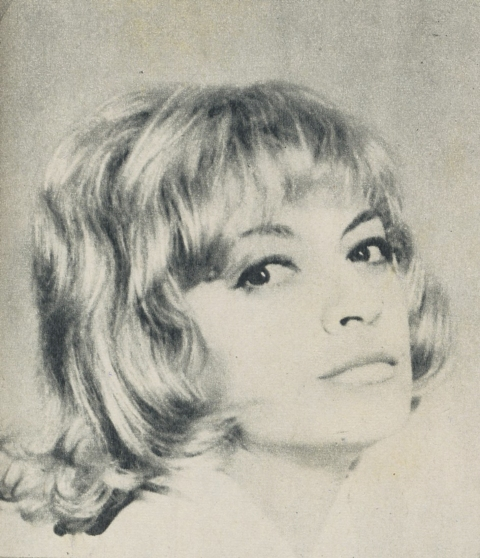
Ioana Bulcă

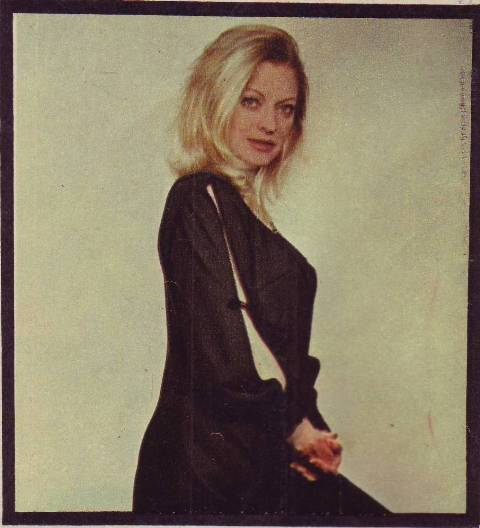
Ioana Bulcă

Ioana Bulcă (* 7. Januar 1936 in Podari, Kreis Dolj; † 9. Juli 2025) war eine rumänische Schauspielerin. Am Nationaltheater Bukarest verkörperte sie von 1960 bis 2007 rund 25 Rollen. Sie wirkte zwischen 1955 und 2007 bei zwanzig Filmen mit.

## Filmografie
- 1957: Moara cu noroc
- 1960: Portretul unui necunoscut
- 1963: Partea ta de vină
- 1966: Zodia Fecioarei
- 1966: Das Geheimnis des Medaillons (Fantomele se grăbesc)
- 1969: Răutăciosul adolescent
- 1971: Mihai Viteazul
- 1972: Atunci i-am condamnat pe toți la moarte
- 1972: Astă seară dansăm în familie
- 1972: Das Geheimnis der Anden (TV)
- 1973: Ciprian Porumbescu
- 1973: Scorpia (TV)
- 1975: Cantemir
- 1975: Mușchetarul român
- 1980: Burebista
- 1981: Șantaj
- 1981: Întoarcerea la dragostea dintâi
- 1984: Bunicul și o biată cinste
- 1984: Lovind o pasăre de pradă
- 2008: 'Restul e tăcere